# Arthington
Arthington è un centro abitato della Liberia, situato nella Contea di Montserrado.